# Månsbo
Månsbo är ett område i Avesta, Sverige beläget på norra sidan av Storforsen (Dalälven). Området består av villabebyggelse som ligger i anslutning till jordbruksmark, och närmare Dalälven av industrimark (som delvis är avriven). Vid Månsbo gård står det kulturminnesmärkta trädet Månsbolinden (Grytnäs 90:1).

## Industriområdet
Industrifastigheterna i området hörde främst till det numera nedlagda Alby Nya Kloratfabriks AB med Svenska Aluminiumkompaniet AB. Vid Storforsen ligger sedan 2008 ett av landets modernaste vattenkraftverk, Avestaforsens kraftverk (ej att förväxla med Avesta Storfors kraftverk på motsatt sida älven). Vattenkraftverket ägs av Fortum och uppfördes på samma plats som gamla Månsbo kraftverk, rivet 2005. Månsbo kraftverk byggdes 1930-1931 och ersatte i sin tur en första kraftstation från 1894.

### Aluminiumfabriken vid Månsbo (1934–1991)

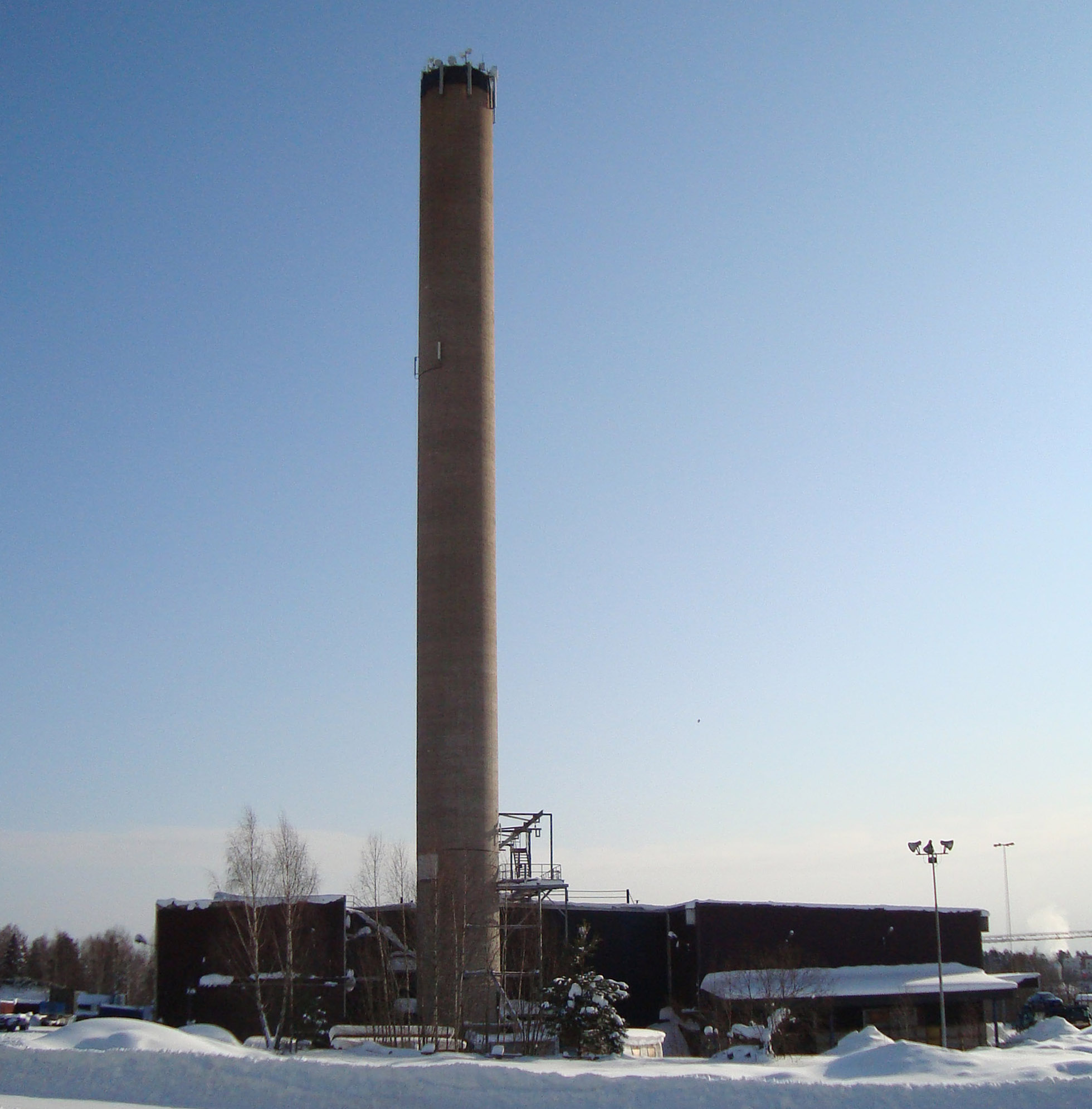
Aluminiumfabriken Månsbo

1929 igångsatte ägaren till Månsbo kloratfabrik, Alby Nya Kloratfabriks AB, en utbyggnad av kraftstationen vid Månsbo. När Kreugerkraschen kom 1932 blev företaget dock tvunget att ändra sina planer och finna avsättning för den lediga vattenkraften som blev överflödig. Ett avtal slöts 1933 med Norsk Aluminium Company A/S (NACO), som ville starta aluminiumtillverkning i Sverige med norsk råvara (aluminiumoxid). Ett nytt bolag bildades samtidigt, AB Svenska Aluminiumkompaniet (SAKO), för driften av fabriken som stod färdig under 1934. Aluminiumfabriken kom att bli den första i Sverige, och var mycket modern. Redan i mitten av 1940-talet hade dock fabriken kommit på efterkälken, det svårt att konkurrera med produktionen utomlands då det svenska produktionspriset låg kring 3,15 kr per kilo, medan importen låg på 1,50. Det var dock viktigt från statens sida att ha en inhemsk aluminiumproduktion, och 1949 blev Svenska Metallverken majoritetsägare i AB Svenska Aluminiumkompaniet. 
Aluminiumfabriken i Månsbo fortsatte dock trots förbättringar att vara konkurrensmässigt svag, och var i slutet av 1950-talet en av världens minsta aluminiumfabriker med dålig lönsamhet. Efter att Svenska Metallverken 1961 blivit ensam ägare till Svenska Aluminiumkompaniet beslutades det att bygga om Månsboverket till ett omsmältverk för aluminium. Detta skedde 1963. Ombyggnaden blev en lyckad satsning, och 1969, det år Svenska Metallverken uppköptes av Gränges, arbetade ca 100 personer vid fabriken. Utbyggnader av fabriken fortsatte fram till slutet av 1970-talet. Under 1980-talet bytte fabriken ägare ett antal gånger för att till sist heta AB Gotthard Nilsson. Fabriken lades ned 1991, årsproduktionen var då drygt 16.000 ton. Utrustningen flyttades till AB Gotthard Nilssons andra produktionsanläggning i Älmhult som numer ägs av Stena AB och producerar runt 90.000 ton sekundär aluminium per år.